# Rob Harmeling
Lodewijk Johannes "Rob" Harmeling (Nijverdal, 4 de diciembre de 1965) fue un ciclista neerlandés que fue profesional entre 1989 y 1995. En su palmarés destaca la victoria en una etapa del Tour de Francia de 1992 y el campeonato del mundo en pista de 100 km por equipos de 1986, junto a John Talen, Tom Cordes y Gerrit de Vries.

## Palmarés
- 1986
  -  Campeonato Mundial de Ciclismo en cromo por equipos junto a John Talen, Tom Cordes y Gerrit de Vries.
  - 1º a la Flèche du Sud.
  - 1r a la Tour de Overijssel.
- 1988
  - Vencedor de una etapa de la Carrera de la Paz.
  - Vencedor de 3 etapas del Tour de Grecia.
- 1992
  - Vencedor de una etapa en el Tour de Francia.
  - Vencedor de dos etapas de la Vuelta a los Países Bajos.
- 1994
  - Vencedor de una etapa del Tour de Luxemburgo.

### Resultados en el Tour de Francia
- 1991. 158º de la clasificación general.
- 1992. Abandona (16º etapa). Vencedor de una etapa.
- 1994. Fuera de control (14º etapa).

### Resultados en el Giro de Italia
- 1991. 113.º de la clasificación general.